# Sabulopsocus tractuosus
Sabulopsocus tractuosus är en insektsart som beskrevs av Courtenay N. Smithers 1969. Sabulopsocus tractuosus ingår i släktet Sabulopsocus och familjen fransgaffelstövsländor. Inga underarter finns listade i Catalogue of Life.